# Olinda Nova do Maranhão
Olinda Nova do Maranhão là một đô thị thuộc bang Maranhão, Brasil. Đô thị này có diện tích 198 km², dân số năm 2007 là 12019 người, mật độ 60,82 người/km².